# Orden de San Estanislao
La Orden de San Estanislao (en polaco: Order Św. Stanisława Biskupa Męczennika, y en ruso: Орден Святого Станислава) fue la máxima condecoración entregada en la Mancomunidad polaco-lituana entre 1765 y 1831, y posteriormente una de las más importantes en la Polonia del Congreso y el Imperio ruso a partir de 1832.

## Historia
Estanislao II Poniatowski, último rey de Polonia, estableció el 8 de mayo de 1765 la Orden de los Caballeros de San Estanislao, obispo y mártir polaco. Inicialmente, la medalla fue limitada a tan solo 100 personas que debían ser nobles en su totalidad.
Después de la primera partición de Polonia, Napoleón Bonaparte estableció el Gran Ducado de Varsovia en 1807. Tras la caída de Napoleón y el Congreso de Viena, se creó en 1815 el Reino de Polonia, también conocido como la Polonia del Congreso. El 25 de enero de 1831, con motivo del Levantamiento de Noviembre, el Imperio Ruso adoptó la insignia por petición del propio zar Nicolás I de Rusia. La orden fue abolida con la caída de la Dinastía Romanov en 1917, pero al contrario que otras medallas polacas que volvieron a ser oficiales en la Segunda República Polaca, esta fue sustituida por la Orden Polonia Restituta, que sigue otorgándose en la actualidad.